# Fiat-Allis
Fiat-Allis (1974 do 1985), kasneje Fiatallis (1985 do zgodnjih 1990ih) je bil italijanskoameriški proizvajalec strojev za zemeljska dela. Podjetje je bilo ustanovljeno leta 1974, kot skupno partnerstvo ameriškega Allis-Chalmers in italijanskega Fiat SpA.Sodelovanje se je končalo leta 1985, ko je Fiat prevzel Allisov delež. Fiatallis je bil kasneje prodan skupni CNH Global, ki je kasneje ukinil blagovno znamsko Fiatallis. 
V Argentini je Fiat-Allis izdelal Crybsa. Ta izdelek je pod licenco 605-B excavator , C-130  in traktor za gosenice 7D .
Podjetje je proizvajalo nakladalnike, buldožerje, bagre in izravljalnike. 

## Konkurenčna pdojetja
- Caterpillar
- Case
- Euclid
- John Deere
- Fiat MMT